# Micromia viridisecta
Micromia viridisecta là một loài bướm đêm trong họ Geometridae.